# Oti (Saaremaa)
Koordinaten: 58° 30′ N, 23° 3′ O
Oti (deutsch Peudehof bzw. Ottenhof) ist ein Dorf (estnisch küla) auf der größten estnischen Insel Saaremaa. Es gehört zur Landgemeinde Saaremaa (bis 2017: Landgemeinde Pöide) im Kreis Saare.
Das Dorf hat 68 Einwohner (Stand 31. Dezember 2011). Es liegt 44 Kilometer nordwestlich der Inselhauptstadt Kuressaare.

## Hof von Oti

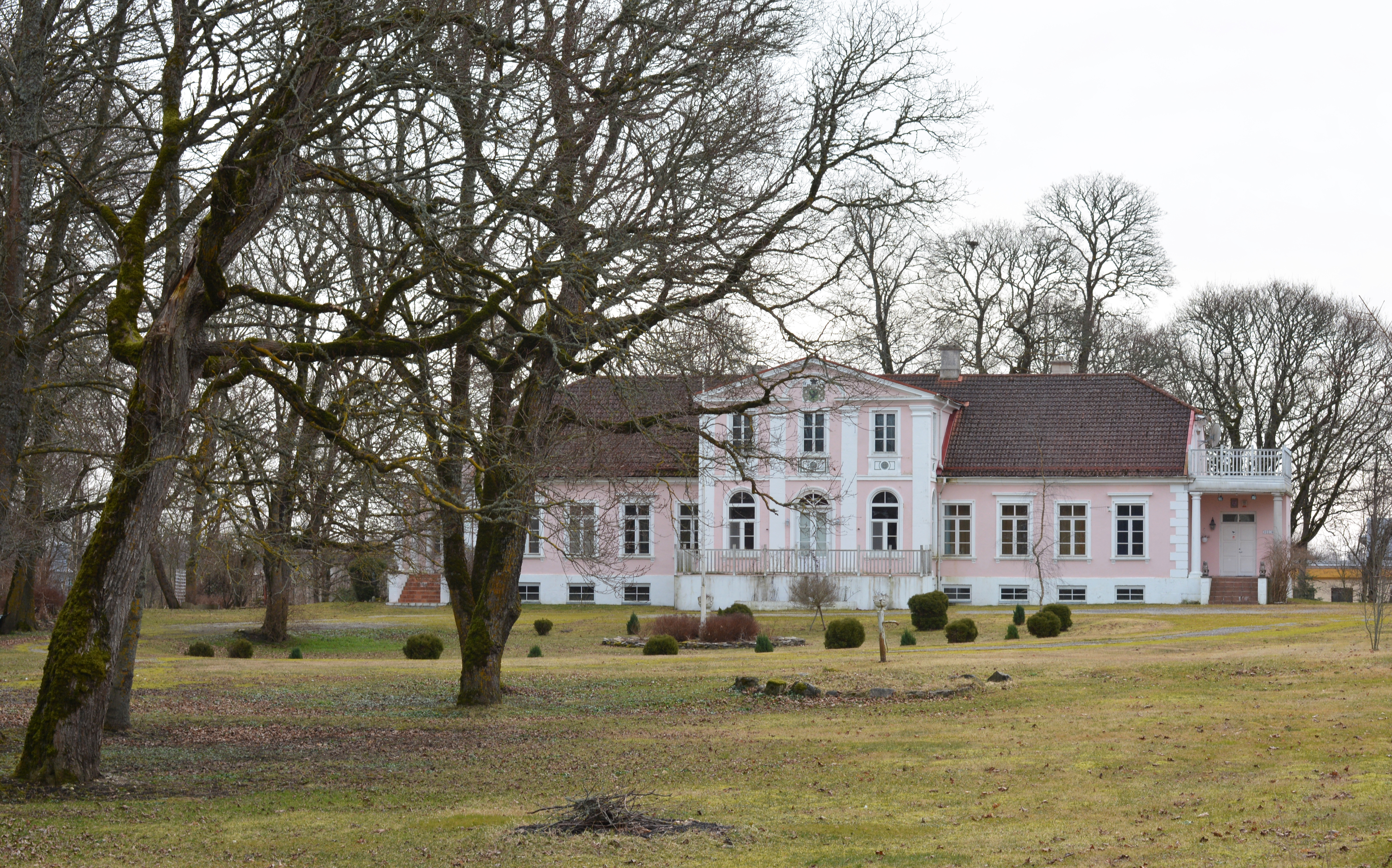
Herrenhaus des Guts

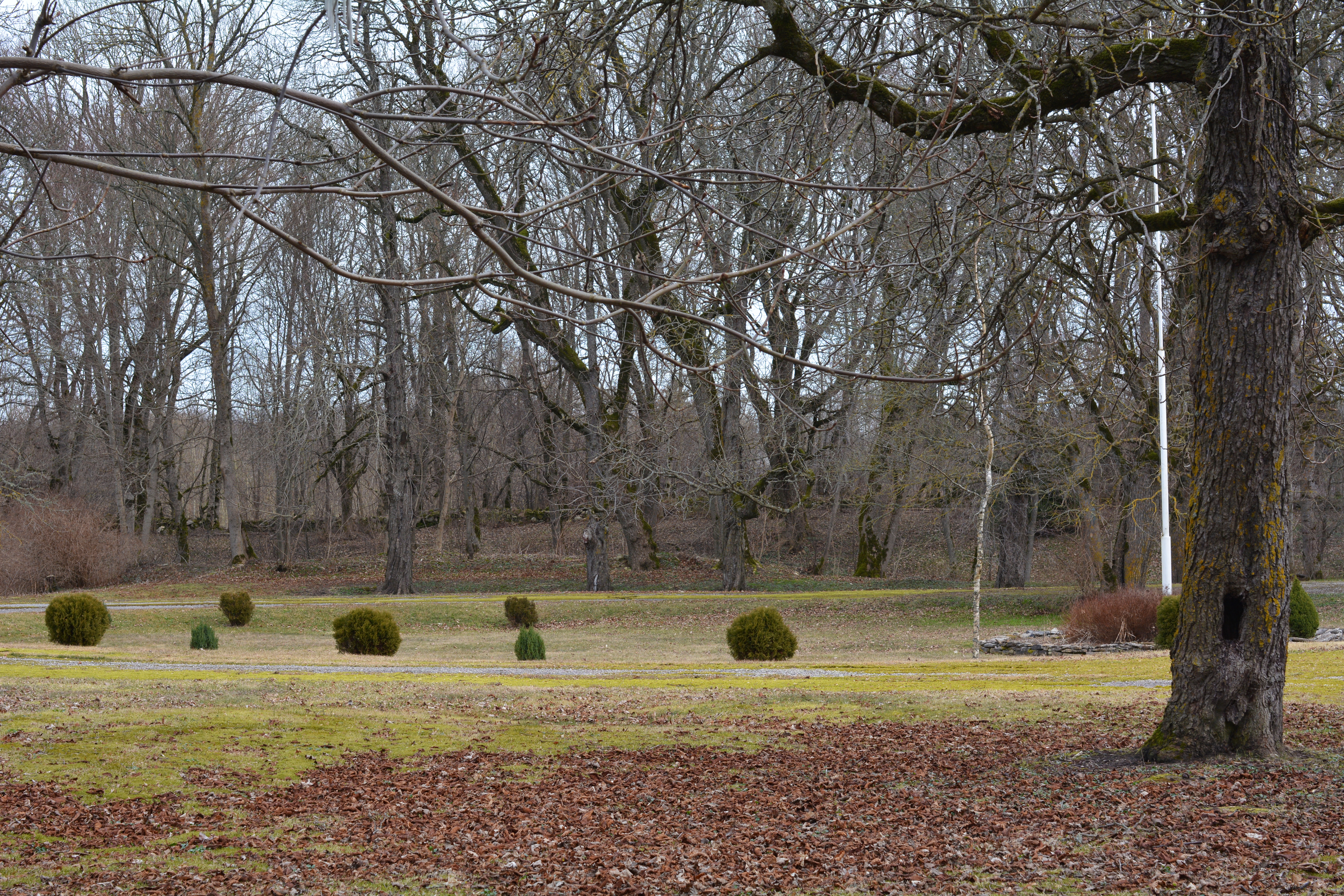
Park

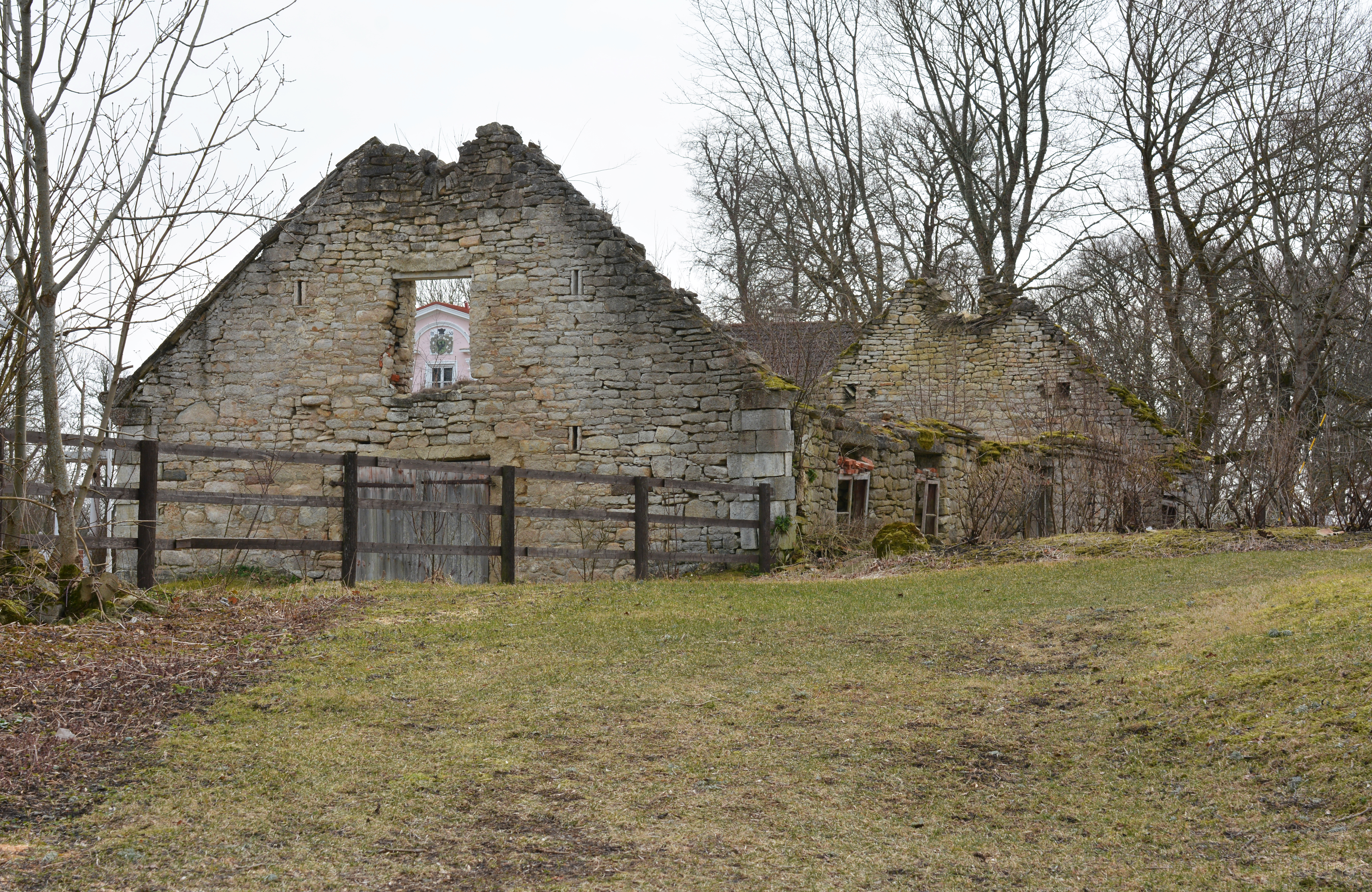
Alter Speicher

### Gut
Bereits 1309 wurde der Hof nahe der Ordensburg von Pöide gegründet. Oti ist damit eines der ältesten Güter auf der Insel Saaremaa. Nach der Zerstörung der Ordensburg 1343 fiel das Gut an die adlige deutschbaltischen Familie Uexküll, der es bis zum Ende des 17. Jahrhunderts gehörte.
1710 wurden während des Nordischen Krieges alle Gebäude des Guts niedergebrannt. Fast alle Überlebenden starben an der Pest.
Anschließend entstand das Gut neu. Von den 1720er Jahren bis zur Enteignung im Zuge der estnischen Landreform 1919 stand es im Eigentum der Familie von Aderkas.

### Herrenhaus
Das herrschaftliche Herrenhaus wurde im Stil des Historismus errichtet. Das Sockelgeschoss stammt bereits aus dem 18. Jahrhundert.
Um 1850 wurde das Herrenhaus durch einen hohen Mittelrisalit ergänzt. Darin befinden sich das Vestibül, die Treppen und der Saal des Obergeschosses. Die Fassade ist mit Skulpturdekor geschmückt. Die Ecken des Bauwerks sind aus Dolomitblöcken gefertigt. Die Dachtraufen zieren feingearbeitete Karniese. An der Eingangstür befindet sich das Wappenrelief des Adelsgeschlechts Aderkas. Die Arbeiten wurden Mitte des 19. Jahrhunderts durch den damaligen Eigentümer, den Landmarschall Karl Wilhelm Ottokar von Aderkas (1806–1869), durchgeführt. Von ihm leitet sich auch der Name des Guts und des Dorfes ab.
Während der sowjetischen Besetzung Estlands waren in dem Herrenhaus unter anderem Büroräume untergebracht. Heute befindet sich das Herrenhaus in Privatbesitz. In den Räumen wird ein Gästehaus betrieben.
Erhalten sind auch die Überreste einige Nebengebäude des Guts, darunter das ehemalige Speichergebäude.